# Simon Boyleau
Pour les articles homonymes, voir Boyleau.
Simon Boyleau (fl. 1544–1586) est un compositeur français de la Renaissance, actif en Italie du Nord. Compositeur prolifique de musique sacrée et de madrigaux, il fut en étroite relation avec la cour de Marguerite de France, dite Marguerite de Valois. Il est de surcroit le maître de chœur le plus anciennement attesté de l'église milanaise Santa Maria presso San Celso.

## Biographie

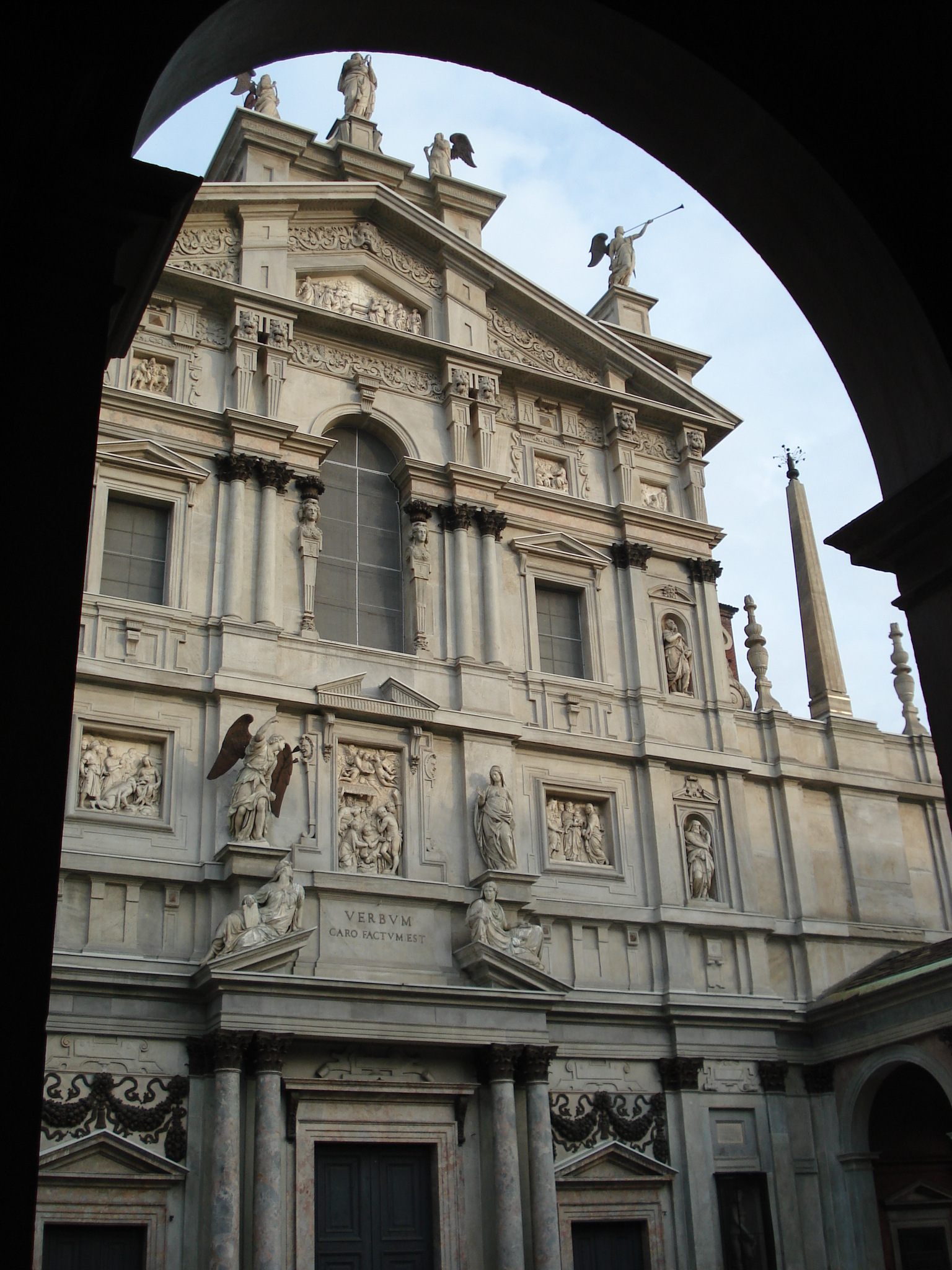
La Façade de Santa Maria presso San Celso.

On ne sait rien sur les débuts de sa vie, si ce n'est son origine française, hypothèse confortée par, en premier lieu, son nom, en deuxième lieu, une dédicace qu'il a apposée à l'un de ses recueils de madrigaux, dans laquelle il fait mention de son origine française, et enfin par un commentaire fait par l'éditeur padouan de sa série de madrigaux à quatre voix, en 1546, où il rapporte que Simon Boyleau est français. À cette époque, de nombreux musiciens originaires de France et des Pays-Bas, après y avoir suivi leurs premières études musicales, émigrent en Italie où les débouchés sont plus favorables, et ce durant la plus grande partie du XVIe siècle.
Le déroulement exact des premières années italiennes de Boyleau n'est pas documenté. Il a néanmoins été suggéré qu'il les a vraisemblablement passées à Venise, au regard de ses inspirations musicales et de leur publication. En 1551, il devient maestro di cappella à la cathédrale de Milan, ce qui constitue son premier poste attesté. Il conserve cette position jusqu'en 1557, où il est remplacé par Hoste da Reggio. Boyleau devient alors maestro di cappella à Santa Maria presso San Celso, dont il est par ailleurs le premier à être documenté. Il y reste jusqu'en 1569. En 1572, il est de nouveau recruté par la cathédrale, d'abord comme assistant auprès de Vincenzo Ruffo, puis de nouveau comme maestro di cappella, charge dont il avait été déchu ou qu'il avait quittée quinze ans auparavant. La cathédrale se sépare de lui à nouveau en 1577.
Boyleau a longtemps entretenu des liens étroits avec la cour de Marguerite de Savoie, ainsi qu'en attestent les pièces dédicacées à elle et son mari, Emmanuel-Philibert de Savoie, bien des années avant son renvoi de la cathédrale de Milan. Cette relation lui permet d'obtenir un poste à la cathédrale de Turin en 1582. Turin était alors la capitale du duché de Savoie, à la suite des traités du Cateau-Cambrésis qui achèvent les guerres d'Italie et mettent un terme aux prétentions françaises en Italie. Boyleau conserve son poste jusqu'en 1585. On ignore tout de sa vie après son renvoi. Seul un registre de paiement de la Cour de Savoie, daté de 1586 atteste qu'il était encore en vie cette année-là.

## Œuvre et influence
Boyleau a composé de la musique sacrée et profane. Tout ce qui nous est parvenu est de la musique vocale, bien que certaines de ses œuvres aient été adaptées par intavolatura pour instruments.
Sa musique sacrée est conservatrice, voire sobre, caractéristiques que l'on peut attendre d'un musicien ayant composé à Milan, résidence du cardinal Charles Borromée, principal instigateur des réformes musicales menées durant le concile de Trente. Le Concile avait en effet critiqué les musiciens contemporains de Boyleau pour leurs polyphonies complexes, le manque de clarté dans la diction et leur caractère « présomptueux ». Il composa un recueil de motets, qu'il dédia à Giovanni da Legge, procureur de Saint-Marc de Venise en 1544, peut-être en quête d'un poste dans l'institution musicale, alors la plus prestigieuse en Italie du Nord. Une fois à Milan, il composa une série d'adaptations du Magnificat, qu'il dédia à Borromée. Leur style répond aux canons promulgués par le Concile de Trente.
Les compositions profanes de Boyleau sont des madrigaux et des canzonetta, publiées ou copiées en six recueils, dont seuls trois nous sont parvenus. Son style montre qu'il s'est toujours tenu informé des évolutions stylistiques, des débuts des madrigaux tels que composés à Venise dans les années 1530-1540, aux nouvelles techniques expérimentées dans les années 1560 sur les mouvements chromatiques notamment.